# ATP-seizoen 2019
Het ATP-seizoen in 2019 bestond uit de internationale tennistoernooien, die door de ATP en ITF werden georganiseerd in het kalenderjaar 2019.
Het speelschema omvatte:
- 64 ATP-toernooien, bestaande uit de categorieën:
  - ATP Tour Masters 1000: 9
  - ATP Tour 500: 13
  - ATP Tour 250: 39
  - ATP Finals: eindejaarstoernooi voor de 8 beste tennissers/dubbelteams.
  - Next Generation ATP Finals: eindejaarstoernooi voor de 7 beste tennissers jonger dan 21 jaar (+ 1 wildcard), geen ATP-punten;
  - Laver Cup: continententoernooi tussen Team Europa en Team Wereld, geen ATP-punten.
- 6 ITF-toernooien, bestaande uit de:
  - 4 grandslamtoernooien;
  - Davis Cup: landenteamtoernooi, geen ATP-punten;
  - Hopman Cup: landenteamtoernooi voor gemengde tenniskoppels, geen ATP-punten.

## Verschillen met vorig jaar

### Toernooiwijzigingen
- Het ATP-toernooi van Quito (gravel) werd vervangen door het ATP-toernooi van Córdoba (gravel).[1]
- Het ATP-toernooi van Istanboel (gravel) is komen te vervallen. Het toernooi werd niet vervangen.
- Het ATP-toernooi van Shenzhen (hardcourt) werd vervangen door het ATP-toernooi van Zhuhai (hardcourt), dat werd gepromoveerd van de Challenger-categorie naar de ATP 250 categorie.[2]
- De Laver Cup, een demonstratietoernooi tussen team Europa en Team Wereld, is toegevoegd aan de ATP kalender. Het toernooi bestaat sinds 2017 en wordt georganiseerd door het tennisagentschap TEAM8. Door een samenwerking aan te gaan met de ATP, kreeg de Laver Cup toegang tot de ATP dienstverlening, inclusief de marketing en sociale media, alsmede het operationele personeel, scheidsrechters en fysiotherapeuten. De ATP zal de wedstrijden gaan meetellen in de officiële "Head-2-Heads".[3]

### Regelwijzigingen
ATP
- De 25-seconde schotklok werd verplicht op alle ATP Tour Masters 1000 toernooien. Dit gold zowel voor alle wedstrijden in het hoofdschema als in de kwalificatie. Voor de toernooien van een lagere categorie werd de schotklok door de ATP aanbevolen, maar nog niet verplicht gesteld. Vanaf 2020 zou de schotklok verplicht worden voor alle ATP Tour toernooien.
- In het dubbelspel zullen alle ATP Tour Masters 1000 toernooien worden gespeeld met 32 deelnemende koppels in het hoofdschema. Voorheen werden alleen de uitgebreide toernooien van Indian Wells en Miami gespeeld met 32 koppels. De rest van de Masters 1000 toernooien werden gespeeld met 24 koppels (de top 8 reekshoofden hadden een bye in de 1e ronde).[4]

ITF
- De organisatie van de Australian Open had besloten om vanaf 2019 voor alle wedstrijden een supertiebreak in te voeren op 6-6 in de beslissende set: een tiebreak tot tien punten in plaats van de gebruikelijke zeven. Voorheen moest in de beslissende set met 2 games verschil gewonnen worden.[5]
- De All England Lawn Tennis Club had besloten om vanaf 2019 voor alle wedstrijden op Wimbledon een tiebreak in te voeren op 12-12 in de beslissende set. Voorheen moest in de beslissende set met 2 games verschil gewonnen worden.[6]
- Op het jaarcongres van de ITF werd besloten om met ingang van 2019 de opzet van de Davis Cup drastisch te wijzigen. Er kwam een finaletoernooi met achttien landenteams op één locatie (4 halvefinalisten voorgaand jaar, 2 wildcard- en 12 kwalificatieplaatsen). Het Davis Cup-seizoen werd in februari met 24 landen aangevangen met een kwalificatieduel van twee dagen (volgens het huidige concept van een uit- of thuiswedstrijd). De kwalificatieduels bestaan uit vier enkelspelen en één dubbelwedstrijd. De wedstrijden op het finaletoernooi bestaan uit twee enkelspelen en een dubbelwedstrijd op één dag. Alle wedstrijden werden gespeeld volgens het best-of-three-systeem. Hiermee werd gebroken met de Davis Cup-traditie, waar sinds het eerste Davis Cup-jaar in 1900 een ontmoeting bestond uit vijf partijen die over drie dagen gespeeld werden, volgens het best-of-five-systeem. De wereldgroep die bestond sinds 1981, kwam ook te vervallen.[7]

## Speelschema

### Legenda
| Grand Slams           |
| Olympische Spelen     |
| ATP Tour Finals       |
| ATP Tour Masters 1000 |
| ATP Tour 500          |
| ATP Tour 250          |
| Toernooien voor teams |

Codering
De codering voor het aantal deelnemers.
128S/128Q/64D/32X
- 128 deelnemers aan hoofdtoernooi (S)
- 128 aan het kwalificatietoernooi (Q)
- 64 koppels in het dubbelspel (D)
- 32 koppels in het gemengd dubbelspel (X)

Alle toernooien worden in principe buiten gespeeld, tenzij anders vermeld.
RR = groepswedstrijden, (i) = indoor

### Januari
| Toernooistart         | Toernooi                                                                                     | Winnaar(s) | Finalist(en)                                | Uitslag finale         | Details |
| --------------------- | -------------------------------------------------------------------------------------------- | --- | ------------------------------------------- | ---------------------- | ------- |
| 31 december 2018      | Hopman Cup Perth, Australië ITF gemengd teamcompetitie Hardcourt (i) - 8 teams               | Zwitserland Roger Federer Belinda Bencic | Duitsland Alexander Zverev Angelique Kerber | 2-1                    | Details |
| 31 december 2018      | Brisbane International Brisbane, Australië ATP Tour 250 $ 527.880 - hardcourt - 28S/16Q/16D  | Kei Nishikori | Daniil Medvedev                             | 6-4, 3-6, 6-2          | Details |
| 31 december 2018      | Brisbane International Brisbane, Australië ATP Tour 250 $ 527.880 - hardcourt - 28S/16Q/16D  | Marcus Daniell Wesley Koolhof | Rajeev Ram Joe Salisbury                    | 6-4, 7-6(6)            | Details |
| 31 december 2018      | Tata Open Maharashtra Pune, India ATP Tour 250 $ 527.880 - hardcourt - 28S/16Q/16D           | Kevin Anderson | Ivo Karlović                                | 7-6(4), 6-7(2), 7-6(5) | Details |
| 31 december 2018      | Tata Open Maharashtra Pune, India ATP Tour 250 $ 527.880 - hardcourt - 28S/16Q/16D           | Rohan Bopanna Divij Sharan | Luke Bambridge Jonny O'Mara                 | 6-3, 6-4               | Details |
| 31 december 2018      | Qatar ExxonMobil Open Doha, Qatar ATP Tour 250 $ 1.313.215 - hardcourt - 32S/16Q/16D         | Roberto Bautista Agut | Tomáš Berdych                               | 6-4, 3-6, 6-3          | Details |
| 31 december 2018      | Qatar ExxonMobil Open Doha, Qatar ATP Tour 250 $ 1.313.215 - hardcourt - 32S/16Q/16D         | David Goffin Pierre-Hugues Herbert | Robin Haase Matwé Middelkoop                | 5-7, 6-4, [10-4]       | Details |
| 7 januari             | Sydney International Sydney, Australië ATP Tour 250 $ 527.880 - hardcourt - 28S/16Q/16D      | Alex de Minaur | Andreas Seppi                               | 7-5, 7-6(5)            | Details |
| 7 januari             | Sydney International Sydney, Australië ATP Tour 250 $ 527.880 - hardcourt - 28S/16Q/16D      | Jamie Murray Bruno Soares | Juan Sebastián Cabal Robert Farah Maksoud   | 6-4, 6-3               | Details |
| 7 januari             | ASB Classic Auckland, Nieuw-Zeeland ATP Tour 250 $ 527.880 - hardcourt - 28S/16Q/16D         | Tennys Sandgren | Cameron Norrie                              | 6-4, 6-2               | Details |
| 7 januari             | ASB Classic Auckland, Nieuw-Zeeland ATP Tour 250 $ 527.880 - hardcourt - 28S/16Q/16D         | Ben McLachlan Jan-Lennard Struff | Raven Klaasen Michael Venus                 | 6-3, 6-4               | Details |
| 14 januari 21 januari | Australian Open Melbourne, Australië Grand Slam AU$ 31.250.000 - hardcourt 128S/128Q/64D/32X | Novak Đoković | Rafael Nadal                                | 6-3, 6-2, 6-3          | Details |
| 14 januari 21 januari | Australian Open Melbourne, Australië Grand Slam AU$ 31.250.000 - hardcourt 128S/128Q/64D/32X | Pierre-Hugues Herbert Nicolas Mahut | Henri Kontinen John Peers                   | 6-4, 7-6(1)            | Details |
| 14 januari 21 januari | Australian Open Melbourne, Australië Grand Slam AU$ 31.250.000 - hardcourt 128S/128Q/64D/32X | Barbora Krejčíková Rajeev Ram | Astra Sharma John-Patrick Smith             | 7-6(3), 6-1            | Details |
| 28 januari            | Davis Cup (kwalificatieronde)                                                                | België 3-1 Brazilië Servië 3-2 Oezbekistan Australië 4-0 Bosnië en Herzegovina Italië 3-1 India Duitsland 5-0 Hongarije Rusland 3-1 Zwitserland Kazachstan 3-1 Portugal Tsjechië 3-1 Tsjechië Colombia 4-0 Zweden Chili 3-2 Oostenrijk Canada 3-2 Slowakije Japan 3-2 China |                                             |                        | Details |

### Februari
| Toernooistart | Toernooi | Winnaar(s)                        | Finalist(en)                           | Uitslag finale      | Details |
| ------------- | --- | --------------------------------- | -------------------------------------- | ------------------- | ------- |
| 4 februari    | Open Sud de France Montpellier, Frankrijk ATP Tour 250 € 524.340 - hardcourt (i) - 28S/16Q/16D                              | Jo-Wilfried Tsonga                | Pierre-Hugues Herbert                  | 6-4, 6-2            | Details |
| 4 februari    | Open Sud de France Montpellier, Frankrijk ATP Tour 250 € 524.340 - hardcourt (i) - 28S/16Q/16D                              | Ivan Dodig Édouard Roger-Vasselin | Benjamin Bonzi Antoine Hoang           | 6-4, 6-3            | Details |
| 4 februari    | Sofia Open Sofia, Bulgarije ATP Tour 250 € 524.340 - hardcourt (i) - 28S/16Q/16D                                            | Daniil Medvedev                   | Márton Fucsovics                       | 6-4, 6-3            | Details |
| 4 februari    | Sofia Open Sofia, Bulgarije ATP Tour 250 € 524.340 - hardcourt (i) - 28S/16Q/16D                                            | Nikola Mektić Jürgen Melzer       | Hsieh Cheng-peng Christopher Rungkat   | 6-2, 4-6, [10-2]    | Details |
| 4 februari    | Córdoba Open Córdoba, Argentinië ATP Tour 250 $ 527.340 - gravel - 28S/12Q/16D                                              | Juan Ignacio Londero              | Guido Pella                            | 3-6, 7-5, 6-1       | Details |
| 4 februari    | Córdoba Open Córdoba, Argentinië ATP Tour 250 $ 527.340 - gravel - 28S/12Q/16D                                              | Roman Jebavý Andrés Molteni       | Máximo González Horacio Zeballos       | 6-4, 7-6(4)         | Details |
| 11 februari   | ABN AMRO Tennis Tournament Rotterdam, Nederland ATP Tour 500 € 1.961.160 - hardcourt (i) - 32S/15Q/16D                      | Gaël Monfils                      | Stanislas Wawrinka                     | 6-3, 1-6, 6-2       | Details |
| 11 februari   | ABN AMRO Tennis Tournament Rotterdam, Nederland ATP Tour 500 € 1.961.160 - hardcourt (i) - 32S/15Q/16D                      | Jérémy Chardy Henri Kontinen      | Jean-Julien Rojer Horia Tecău          | 7-6(5), 7-6(4)      | Details |
| 11 februari   | New York Open Uniondale, Verenigde Staten ATP Tour 250 $ 694.995 - hardcourt (i) - 28S/16Q/16D                              | Reilly Opelka                     | Brayden Schnur                         | 6-1, 6-7(7), 7-6(7) | Details |
| 11 februari   | New York Open Uniondale, Verenigde Staten ATP Tour 250 $ 694.995 - hardcourt (i) - 28S/16Q/16D                              | Kevin Krawietz Andreas Mies       | Santiago González Aisam-ul-Haq Qureshi | 6-4, 7-5            | Details |
| 11 februari   | Argentina Open Buenos Aires, Argentinië ATP Tour 250 $ 590.745 - gravel - 28S/16Q/16D                                       | Marco Cecchinato                  | Diego Schwartzman                      | 6-1, 6-2            | Details |
| 11 februari   | Argentina Open Buenos Aires, Argentinië ATP Tour 250 $ 590.745 - gravel - 28S/16Q/16D                                       | Máximo González Horacio Zeballos  | Diego Schwartzman Dominic Thiem        | 6-1, 6-1            | Details |
| 18 februari   | Rio Open presented by Claro Rio de Janeiro, Brazilië ATP Tour 500 $ 1.786.690 - gravel - 32S/16Q/16D                        | Laslo Đere                        | Félix Auger-Aliassime                  | 6-3, 7-5            | Details |
| 18 februari   | Rio Open presented by Claro Rio de Janeiro, Brazilië ATP Tour 500 $ 1.786.690 - gravel - 32S/16Q/16D                        | Máximo González Nicolás Jarry     | Thomaz Bellucci Rogério Dutra da Silva | 6-7(3), 6-3, [10-7] | Details |
| 18 februari   | Delray Beach Open Delray Beach, Verenigde Staten ATP Tour 250 $ 582.550 - hardcourt - 32S/16Q/16D                           | Radu Albot                        | Daniel Evans                           | 3-6, 6-3, 7-6(7)    | Details |
| 18 februari   | Delray Beach Open Delray Beach, Verenigde Staten ATP Tour 250 $ 582.550 - hardcourt - 32S/16Q/16D                           | Bob Bryan Mike Bryan              | Ken Skupski Neal Skupski               | 7-6(5), 6-4         | Details |
| 18 februari   | Open 13 Provence Marseille, Frankrijk ATP Tour 250 € 668.485 - hardcourt (i) - 28S/16Q/16D                                  | Stéfanos Tsitsipás                | Michail Koekoesjkin                    | 7-5, 7-6(5)         | Details |
| 18 februari   | Open 13 Provence Marseille, Frankrijk ATP Tour 250 € 668.485 - hardcourt (i) - 28S/16Q/16D                                  | Jérémy Chardy Fabrice Martin      | Ben McLachlan Matwé Middelkoop         | 6-3, 6-7(4), [10-3] | Details |
| 25 februari   | Dubai Duty Free Tennis Championships Dubai, Verenigde Arabische Emiraten ATP Tour 500 $ 2.736.845 - hardcourt - 32S/16Q/16D | Roger Federer                     | Stéfanos Tsitsipás                     | 6-4, 6-4            | Details |
| 25 februari   | Dubai Duty Free Tennis Championships Dubai, Verenigde Arabische Emiraten ATP Tour 500 $ 2.736.845 - hardcourt - 32S/16Q/16D | Rajeev Ram Joe Salisbury          | Ben McLachlan Jan-Lennard Struff       | 7-6(4), 6-3         | Details |
| 25 februari   | Brasil Open São Paulo, Brazilië ATP Tour 250 $ 550.145 - gravel (i) - 28S/16Q/16D                                           | Guido Pella                       | Christian Garín                        | 7-5, 6-3            | Details |
| 25 februari   | Brasil Open São Paulo, Brazilië ATP Tour 250 $ 550.145 - gravel (i) - 28S/16Q/16D                                           | Federico Delbonis Máximo González | Luke Bambridge Jonny O'Mara            | 6-4, 6-3            | Details |
| 25 februari   | Abierto Mexicano Telcel Acapulco, Mexico ATP Tour 500 $ 1.780.060 - hardcourt - 32S/16Q/16D                                 | Nick Kyrgios                      | Alexander Zverev                       | 6-3, 6-4            | Details |
| 25 februari   | Abierto Mexicano Telcel Acapulco, Mexico ATP Tour 500 $ 1.780.060 - hardcourt - 32S/16Q/16D                                 | Alexander Zverev Mischa Zverev    | Austin Krajicek Artem Sitak            | 2-6, 7-6(4), [10-5] | Details |

### Maart
| Toernooistart     | Toernooi | Winnaar(s)                     | Finalist(en)                      | Uitslag finale   | Details |
| ----------------- | --- | ------------------------------ | --------------------------------- | ---------------- | ------- |
| 4 maart 11 maart  | BNP Paribas Open Indian Wells, Verenigde Staten ATP Tour Masters 1000 $ 8.359.455 - hardcourt - 96S/48Q/32D      | Dominic Thiem                  | Roger Federer                     | 3-6, 6-3, 7-5    | Details |
| 4 maart 11 maart  | BNP Paribas Open Indian Wells, Verenigde Staten ATP Tour Masters 1000 $ 8.359.455 - hardcourt - 96S/48Q/32D      | Nikola Mektić Horacio Zeballos | Łukasz Kubot Marcelo Melo         | 4-6, 6-4, [10-3] | Details |
| 18 maart 25 maart | Miami Open presented by Itaú Miami, Verenigde Staten ATP Tour Masters 1000 $ 8.359.455 - hardcourt - 96S/48Q/32D | Roger Federer                  | John Isner                        | 6-1, 6-4         | Details |
| 18 maart 25 maart | Miami Open presented by Itaú Miami, Verenigde Staten ATP Tour Masters 1000 $ 8.359.455 - hardcourt - 96S/48Q/32D | Bob Bryan Mike Bryan           | Wesley Koolhof Stéfanos Tsitsipás | 7-5, 7-6(8)      | Details |

### April
| Toernooistart | Toernooi                                                                                                 | Winnaar(s)                                | Finalist(en)                      | Uitslag finale         | Details |
| ------------- | --- | ----------------------------------------- | --------------------------------- | ---------------------- | ------- |
| 1 april       | Davis Cup (regionale groepen II)                                                                         |                                           |                                   |                        | Details |
| 8 april       | Grand Prix Hassan II Marrakesh, Marokko ATP Tour 250 € 524.340 - gravel - 32S/16Q/16D                    | Benoît Paire                              | Pablo Andújar                     | 6-2, 6-3               | Details |
| 8 april       | Grand Prix Hassan II Marrakesh, Marokko ATP Tour 250 € 524.340 - gravel - 32S/16Q/16D                    | Jürgen Melzer Franko Škugor               | Matwé Middelkoop Frederik Nielsen | 6-4, 7-6(6)            | Details |
| 8 april       | US Men's Clay Court Championship Houston, Verenigde Staten ATP Tour 250 $ 583.585 - gravel - 28S/16Q/16D | Christian Garín                           | Casper Ruud                       | 7-6(4), 4-6, 6-3       | Details |
| 8 april       | US Men's Clay Court Championship Houston, Verenigde Staten ATP Tour 250 $ 583.585 - gravel - 28S/16Q/16D | Santiago González Aisam-ul-Haq Qureshi    | Ken Skupski Neal Skupski          | 3-6, 6-4, [10-6]       | Details |
| 15 april      | Monte-Carlo Masters Monte Carlo, Monaco ATP Tour Masters 1000 € 5.207.405 - gravel - 56S/28Q/32D         | Fabio Fognini                             | Dušan Lajović                     | 6-3, 6-4               | Details |
| 15 april      | Monte-Carlo Masters Monte Carlo, Monaco ATP Tour Masters 1000 € 5.207.405 - gravel - 56S/28Q/32D         | Nikola Mektić Franko Škugor               | Robin Haase Wesley Koolhof        | 6-7(3), 7-6(3), [11-9] | Details |
| 22 april      | Barcelona Open Banc Sabadell Barcelona, Spanje ATP Tour 500 € 2.609.135 - gravel - 48S/24Q/16D           | Dominic Thiem                             | Daniil Medvedev                   | 6-4, 6-0               | Details |
| 22 april      | Barcelona Open Banc Sabadell Barcelona, Spanje ATP Tour 500 € 2.609.135 - gravel - 48S/24Q/16D           | Juan Sebastián Cabal Robert Farah Maksoud | Jamie Murray Bruno Soares         | 6-4, 7-6(4)            | Details |
| 22 april      | Hungarian Open Boedapest, Hongarije ATP Tour 250 € 524.340 - gravel - 28S/16Q/16D                        | Matteo Berrettini                         | Filip Krajinović                  | 4-6, 6-3, 6-1          | Details |
| 22 april      | Hungarian Open Boedapest, Hongarije ATP Tour 250 € 524.340 - gravel - 28S/16Q/16D                        | Ken Skupski Neal Skupski                  | Marcus Daniell Wesley Koolhof     | 6-3, 6-4               | Details |
| 29 april      | BMW Open by FWU München, Duitsland ATP Tour 250 € 524.340 - gravel - 28S/16Q/16D                         | Christian Garín                           | Matteo Berrettini                 | 6-1, 3-6, 7-6(1)       | Details |
| 29 april      | BMW Open by FWU München, Duitsland ATP Tour 250 € 524.340 - gravel - 28S/16Q/16D                         | Frederik Nielsen Tim Pütz                 | Marcelo Demoliner Divij Sharan    | 6-4, 6-2               | Details |
| 29 april      | Millennium Estoril Open Estoril, Portugal ATP Tour 250 € 524.340 - gravel - 28S/16Q/16D                  | Stéfanos Tsitsipás                        | Pablo Cuevas                      | 6-3, 7-6(4)            | Details |
| 29 april      | Millennium Estoril Open Estoril, Portugal ATP Tour 250 € 524.340 - gravel - 28S/16Q/16D                  | Jérémy Chardy Fabrice Martin              | Luke Bambridge Jonny O'Mara       | 7-5, 7-6(3)            | Details |

### Mei
| Toernooistart | Toernooi                                                                                          | Winnaar(s)                                | Finalist(en)                    | Uitslag finale     | Details |
| ------------- | ------------------------------------------------------------------------------------------------- | ----------------------------------------- | ------------------------------- | ------------------ | ------- |
| 6 mei         | Mutua Madrid Open Madrid, Spanje ATP Tour Masters 1000 € 6.536.160 - gravel - 56S/28Q/32D         | Novak Đoković                             | Stéfanos Tsitsipás              | 6-3, 6-4           | Details |
| 6 mei         | Mutua Madrid Open Madrid, Spanje ATP Tour Masters 1000 € 6.536.160 - gravel - 56S/28Q/32D         | Jean-Julien Rojer Horia Tecău             | Diego Schwartzman Dominic Thiem | 6-2, 6-3           | Details |
| 13 mei        | Internazionali BNL d'Italia Rome, Italië ATP Tour Masters 1000 € 5.207.405 - gravel - 56S/28Q/32D | Rafael Nadal                              | Novak Đoković                   | 6-0, 4-6, 6-1      | Details |
| 13 mei        | Internazionali BNL d'Italia Rome, Italië ATP Tour Masters 1000 € 5.207.405 - gravel - 56S/28Q/32D | Juan Sebastián Cabal Robert Farah Maksoud | Raven Klaasen Michael Venus     | 6-1, 6-3           | Details |
| 20 mei        | Open Parc Auvergne-Rhône-Alpes Lyon Lyon, Frankrijk ATP Tour 250 € 524.340 - gravel - 28S/16Q/16D | Benoît Paire                              | Félix Auger-Aliassime           | 6-4, 6-3           | Details |
| 20 mei        | Open Parc Auvergne-Rhône-Alpes Lyon Lyon, Frankrijk ATP Tour 250 € 524.340 - gravel - 28S/16Q/16D | Ivan Dodig Édouard Roger-Vasselin         | Ken Skupski Neal Skupski        | 6-4, 6-3           | Details |
| 20 mei        | Banque Eric Sturdza Geneva Open Genève, Zwitserland ATP Tour 250 € 524.340 - gravel - 28S/16Q/16D | Alexander Zverev                          | Nicolás Jarry                   | 6-3, 3-6, 7-6(8)   | Details |
| 20 mei        | Banque Eric Sturdza Geneva Open Genève, Zwitserland ATP Tour 250 € 524.340 - gravel - 28S/16Q/16D | Oliver Marach Mate Pavić                  | Matthew Ebden Robert Lindstedt  | 6-4, 6-4           | Details |
| 27 mei 3 juni | Roland Garros Parijs, Frankrijk Grand Slam € 21.330.500 - gravel 128S/128Q/64D/32X                | Rafael Nadal                              | Dominic Thiem                   | 6-3, 5-7, 6-1, 6-1 | Details |
| 27 mei 3 juni | Roland Garros Parijs, Frankrijk Grand Slam € 21.330.500 - gravel 128S/128Q/64D/32X                | Kevin Krawietz Andreas Mies               | Jérémy Chardy Fabrice Martin    | 6-2, 7-6(3)        | Details |
| 27 mei 3 juni | Roland Garros Parijs, Frankrijk Grand Slam € 21.330.500 - gravel 128S/128Q/64D/32X                | Latisha Chan Ivan Dodig                   | Gabriela Dabrowski Mate Pavić   | 6-1, 7-6(5)        | Details |

### Juni
| Toernooistart | Toernooi                                                                                                | Winnaar(s)                                | Finalist(en)                     | Uitslag finale      | Details |
| ------------- | --- | ----------------------------------------- | -------------------------------- | ------------------- | ------- |
| 10 juni       | Libema Open Rosmalen, Nederland ATP Tour 250 € 635.750 - gras - 28S/16Q/16D                             | Adrian Mannarino                          | Jordan Thompson                  | 7-6(7), 6-3         | Details |
| 10 juni       | Libema Open Rosmalen, Nederland ATP Tour 250 € 635.750 - gras - 28S/16Q/16D                             | Dominic Inglot Austin Krajicek            | Marcus Daniell Wesley Koolhof    | 6-4, 4-6, [10-4]    | Details |
| 10 juni       | Mercedes Cup Stuttgart, Duitsland ATP Tour 250 € 679.015 - gras - 28S/16Q/16D                           | Matteo Berrettini                         | Félix Auger-Aliassime            | 6-4, 7-6(11)        | Details |
| 10 juni       | Mercedes Cup Stuttgart, Duitsland ATP Tour 250 € 679.015 - gras - 28S/16Q/16D                           | John Peers Bruno Soares                   | Rohan Bopanna Denis Shapovalov   | 7-5, 6-3            | Details |
| 17 juni       | Noventi Open Halle, Duitsland ATP Tour 500 € 2.081.830 - gras - 32S/16Q/16D                             | Roger Federer                             | David Goffin                     | 7-6(2), 6-1         | Details |
| 17 juni       | Noventi Open Halle, Duitsland ATP Tour 500 € 2.081.830 - gras - 32S/16Q/16D                             | Raven Klaasen Michael Venus               | Łukasz Kubot Marcelo Melo        | 4-6, 6-3, [10-4]    | Details |
| 17 juni       | Fever-Tree Championships Londen, Verenigd Koninkrijk ATP Tour 500 € 2.081.830 - gras - 32S/16Q/16D      | Feliciano López                           | Gilles Simon                     | 6-2, 6-7(4), 7-6(2) | Details |
| 17 juni       | Fever-Tree Championships Londen, Verenigd Koninkrijk ATP Tour 500 € 2.081.830 - gras - 32S/16Q/16D      | Feliciano López Andy Murray               | Rajeev Ram Joe Salisbury         | 7-6(6), 5-7, [10-5] | Details |
| 24 juni       | Nature Valley International Eastbourne, Verenigd Koninkrijk ATP Tour 250 € 684.080 - gras - 28S/16Q/16D | Taylor Fritz                              | Sam Querrey                      | 6-3, 6-4            | Details |
| 24 juni       | Nature Valley International Eastbourne, Verenigd Koninkrijk ATP Tour 250 € 684.080 - gras - 28S/16Q/16D | Juan Sebastián Cabal Robert Farah Maksoud | Máximo González Horacio Zeballos | 3-6, 7-6(4), [10-6] | Details |
| 24 juni       | Antalya Open Antalya, Turkije ATP Tour 250 € 445.690 - gras - 28S/16Q/16D                               | Lorenzo Sonego                            | Miomir Kecmanović                | 6-7(5), 7-6(5), 6-1 | Details |
| 24 juni       | Antalya Open Antalya, Turkije ATP Tour 250 € 445.690 - gras - 28S/16Q/16D                               | Jonathan Erlich Artem Sitak               | Ivan Dodig Filip Polášek         | 6-3, 6-4            | Details |

### Juli
| Toernooistart | Toernooi | Winnaar(s)                                | Finalist(en)                              | Uitslag finale                      | Details |
| ------------- | --- | ----------------------------------------- | ----------------------------------------- | ----------------------------------- | ------- |
| 1 juli 8 juli | Wimbledon Londen, Verenigd Koninkrijk Grand Slam £ 19.000.000 - gras 128S/128Q/64D/48X                                            | Novak Đoković                             | Roger Federer                             | 7-6(5), 1-6, 7-6(4), 4-6, 13-12(3)  | Details |
| 1 juli 8 juli | Wimbledon Londen, Verenigd Koninkrijk Grand Slam £ 19.000.000 - gras 128S/128Q/64D/48X                                            | Juan Sebastián Cabal Robert Farah Maksoud | Nicolas Mahut Édouard Roger-Vasselin      | 6-7(5), 7-6(5), 7-6(6), 6-7(5), 6-3 | Details |
| 1 juli 8 juli | Wimbledon Londen, Verenigd Koninkrijk Grand Slam £ 19.000.000 - gras 128S/128Q/64D/48X                                            | Ivan Dodig Latisha Chan                   | Robert Lindstedt Jeļena Ostapenko         | 6-2, 6-3                            | Details |
| 15 juli       | Hall of Fame Tennis Championships Newport, Verenigde Staten ATP Tour 250 $ 583.585 - gras - 28S/16Q/16D                           | John Isner                                | Aleksandr Boeblik                         | 7-6(2), 6-3                         | Details |
| 15 juli       | Hall of Fame Tennis Championships Newport, Verenigde Staten ATP Tour 250 $ 583.585 - gras - 28S/16Q/16D                           | Marcel Granollers Serhij Stachovsky       | Marcelo Arévalo Miguel Ángel Reyes-Varela | 6-7(10), 6-4, [13-11]               | Details |
| 15 juli       | Swedish Open Båstad, Zweden ATP Tour 250 € 524.340 - gravel - 28S/16Q/16D                                                         | Nicolás Jarry                             | Juan Ignacio Londero                      | 7-6(7), 6-4                         | Details |
| 15 juli       | Swedish Open Båstad, Zweden ATP Tour 250 € 524.340 - gravel - 28S/16Q/16D                                                         | Sander Gillé Joran Vliegen                | Federico Delbonis Horacio Zeballos        | 6-7(5), 7-5, [10-5]                 | Details |
| 15 juli       | Plava Laguna Croatia Open Umag Umag, Kroatië ATP Tour 250 € 524.340 - gravel - 28S/16Q/16D                                        | Dušan Lajović                             | Attila Balázs                             | 7-5, 7-5                            | Details |
| 15 juli       | Plava Laguna Croatia Open Umag Umag, Kroatië ATP Tour 250 € 524.340 - gravel - 28S/16Q/16D                                        | Robin Haase Philipp Oswald                | Oliver Marach Jürgen Melzer               | 7-5, 6-7(2), [14-12]                | Details |
| 22 juli       | Hamburg Open Hamburg, Duitsland ATP Tour 500 € 1.718.170 - gravel - 32S/16Q/16D                                                   | Nikoloz Basilasjvili                      | Andrej Roebljov                           | 7-5, 4-6, 6-3                       | Details |
| 22 juli       | Hamburg Open Hamburg, Duitsland ATP Tour 500 € 1.718.170 - gravel - 32S/16Q/16D                                                   | Oliver Marach Jürgen Melzer               | Robin Haase Wesley Koolhof                | 6-2, 7-6(3)                         | Details |
| 22 juli       | BB&T Atlanta Open Atlanta, Verenigde Staten ATP Tour 250 $ 694.995 - hardcourt - 28S/16Q/16D                                      | Alex de Minaur                            | Taylor Fritz                              | 6-3, 7-6(2)                         | Details |
| 22 juli       | BB&T Atlanta Open Atlanta, Verenigde Staten ATP Tour 250 $ 694.995 - hardcourt - 28S/16Q/16D                                      | Dominic Inglot Austin Krajicek            | Bob Bryan Mike Bryan                      | 6-4, 6-7(5), [11-9]                 | Details |
| 22 juli       | J. Safra Sarasin Swiss Open Gstaad Gstaad, Zwitserland ATP Tour 250 € 524.340 - gravel - 28S/16Q/16D                              | Albert Ramos Viñolas                      | Cedrik-Marcel Stebe                       | 6-3, 6-2                            | Details |
| 22 juli       | J. Safra Sarasin Swiss Open Gstaad Gstaad, Zwitserland ATP Tour 250 € 524.340 - gravel - 28S/16Q/16D                              | Sander Gillé Joran Vliegen                | Philipp Oswald Filip Polášek              | 6-4, 6-3                            | Details |
| 29 juli       | Citi Open Washington, Verenigde Staten ATP Tour 500 $ 1.895.290 - hardcourt - 48S/20Q/16D                                         | Nick Kyrgios                              | Daniil Medvedev                           | 7-6(6), 7-6(4)                      | Details |
| 29 juli       | Citi Open Washington, Verenigde Staten ATP Tour 500 $ 1.895.290 - hardcourt - 48S/20Q/16D                                         | Raven Klaasen Michael Venus               | Jean-Julien Rojer Horia Tecău             | 3-6, 6-3, [10-2]                    | Details |
| 29 juli       | Generali Open Kitzbühel, Oostenrijk ATP Tour 250 € 524.340 - gravel - 28S/16Q/16D                                                 | Dominic Thiem                             | Albert Ramos Viñolas                      | 7-6(0), 6-1                         | Details |
| 29 juli       | Generali Open Kitzbühel, Oostenrijk ATP Tour 250 € 524.340 - gravel - 28S/16Q/16D                                                 | Philipp Oswald Filip Polášek              | Sander Gillé Joran Vliegen                | 6-4, 6-4                            | Details |
| 29 juli       | Abierto de Tenis Mifel presentado por Cinemex Cabo San Lucas (Los Cabos), Mexico ATP Tour 250 $ 762.455 - hardcourt - 28S/15Q/16D | Diego Schwartzman                         | Taylor Fritz                              | 7-6(6), 6-3                         | Details |
| 29 juli       | Abierto de Tenis Mifel presentado por Cinemex Cabo San Lucas (Los Cabos), Mexico ATP Tour 250 $ 762.455 - hardcourt - 28S/15Q/16D | Romain Arneodo Hugo Nys                   | Dominic Inglot Austin Krajicek            | 7-5, 5-7, [16-14]                   | Details |

### Augustus
| Toernooistart           | Toernooi | Winnaar(s)                                | Finalist(en)                              | Uitslag finale          | Details |
| ----------------------- | --- | ----------------------------------------- | ----------------------------------------- | ----------------------- | ------- |
| 5 augustus              | Coupe Rogers Montreal, Canada ATP Tour Masters 1000 $ 5.701.945 - hardcourt - 56S/28Q/32D                        | Rafael Nadal                              | Daniil Medvedev                           | 6-3, 6-0                | Details |
| 5 augustus              | Coupe Rogers Montreal, Canada ATP Tour Masters 1000 $ 5.701.945 - hardcourt - 56S/28Q/32D                        | Marcel Granollers Horacio Zeballos        | Robin Haase Wesley Koolhof                | 7-5, 7-5                | Details |
| 12 augustus             | Western & Southern Open Cincinnati, Verenigde Staten ATP Tour Masters 1000 $ 6.056.280 - hardcourt - 56S/28Q/32D | Daniil Medvedev                           | David Goffin                              | 7-6(3), 6-4             | Details |
| 12 augustus             | Western & Southern Open Cincinnati, Verenigde Staten ATP Tour Masters 1000 $ 6.056.280 - hardcourt - 56S/28Q/32D | Ivan Dodig Filip Polášek                  | Juan Sebastián Cabal Robert Farah Maksoud | 4-6, 6-4, [10-6]        | Details |
| 19 augustus             | Winston-Salem Open Winston-Salem, Verenigde Staten ATP Tour 250 $ 717.955 - hardcourt - 48S/16Q/16D              | Hubert Hurkacz                            | Benoît Paire                              | 6-3, 3-6, 6-3           | Details |
| 19 augustus             | Winston-Salem Open Winston-Salem, Verenigde Staten ATP Tour 250 $ 717.955 - hardcourt - 48S/16Q/16D              | Łukasz Kubot Marcelo Melo                 | Nicholas Monroe Tennys Sandgren           | 6-7(6), 6-1, [10-3]     | Details |
| 26 augustus 2 september | US Open New York, Verenigde Staten Grand Slam $ 25.282.400 - hardcourt 128S/128Q/64D/32X                         | Rafael Nadal                              | Daniil Medvedev                           | 7-5, 6-3, 5-7, 4-6, 6-4 | Details |
| 26 augustus 2 september | US Open New York, Verenigde Staten Grand Slam $ 25.282.400 - hardcourt 128S/128Q/64D/32X                         | Juan Sebastián Cabal Robert Farah Maksoud | Marcel Granollers Horacio Zeballos        | 6-4, 7-5                | Details |
| 26 augustus 2 september | US Open New York, Verenigde Staten Grand Slam $ 25.282.400 - hardcourt 128S/128Q/64D/32X                         | Bethanie Mattek-Sands Jamie Murray        | Chan Hao-ching Michael Venus              | 6-2, 6-3                | Details |

### September
| Toernooistart | Toernooi                                                                                            | Winnaar(s)                                                                                             | Finalist(en)                                                                             | Uitslag finale      | Details |
| ------------- | --------------------------------------------------------------------------------------------------- | --- | ---------------------------------------------------------------------------------------- | ------------------- | ------- |
| 9 september   | Davis Cup (regionale groepen I, II, III en IV)                                                      | |                                                                                          |                     | Details |
| 16 september  | St. Petersburg Open Sint-Petersburg, Rusland ATP Tour 250 $ 1.180.000 - hardcourt (i) - 28S/16Q/16D | Daniil Medvedev                                                                                        | Borna Ćorić                                                                              | 6-3, 6-1            | Details |
| 16 september  | St. Petersburg Open Sint-Petersburg, Rusland ATP Tour 250 $ 1.180.000 - hardcourt (i) - 28S/16Q/16D | Divij Sharan Igor Zelenay                                                                              | Matteo Berrettini Simone Bolelli                                                         | 6-3, 3-6, [10-8]    | Details |
| 16 september  | Moselle Open Metz, Frankrijk ATP Tour 250 € 524.340 - hardcourt (i) - 28S/16Q/16D                   | Jo-Wilfried Tsonga                                                                                     | Aljaž Bedene                                                                             | 6-7(4), 7-6(4), 6-3 | Details |
| 16 september  | Moselle Open Metz, Frankrijk ATP Tour 250 € 524.340 - hardcourt (i) - 28S/16Q/16D                   | Robert Lindstedt Jan-Lennard Struff                                                                    | Nicolas Mahut Édouard Roger-Vasselin                                                     | 2-6, 7-6(1), [10-4] | Details |
| 16 september  | Laver Cup Genève, Zwitserland Continententoernooi hardcourt (i) - 2 teams                           | Team Europa Rafael Nadal Roger Federer Dominic Thiem Alexander Zverev Stéfanos Tsitsipás Fabio Fognini | Team Wereld John Isner Milos Raonic Nick Kyrgios Taylor Fritz Denis Shapovalov Jack Sock | 13-11               | Details |
| 23 september  | Chengdu Open Chengdu, China ATP Tour 250 $ 1.096.575 - hardcourt - 28S/16Q/16D                      | Pablo Carreño Busta                                                                                    | Aleksandr Boeblik                                                                        | 6-7(5), 6-4, 7-6(3) | Details |
| 23 september  | Chengdu Open Chengdu, China ATP Tour 250 $ 1.096.575 - hardcourt - 28S/16Q/16D                      | Nikola Čačić Dušan Lajović                                                                             | Jonathan Erlich Fabrice Martin                                                           | 7-6(3), 3-6, [10-3] | Details |
| 23 september  | Zhuhai Open Zhuhai, China ATP Tour 250 $ 931.335 - hardcourt - 28S/16Q/16D                          | Alex de Minaur                                                                                         | Adrian Mannarino                                                                         | 7-6(4), 6-4         | Details |
| 23 september  | Zhuhai Open Zhuhai, China ATP Tour 250 $ 931.335 - hardcourt - 28S/16Q/16D                          | Sander Gillé Joran Vliegen                                                                             | Marcelo Demoliner Matwé Middelkoop                                                       | 7-6(2), 7-6(4)      | Details |
| 30 september  | China Open Peking, China ATP Tour 500 $ 3.515.225 - hardcourt - 32S/16Q/16D                         | Dominic Thiem                                                                                          | Stéfanos Tsitsipás                                                                       | 3-6, 6-4, 6-1       | Details |
| 30 september  | China Open Peking, China ATP Tour 500 $ 3.515.225 - hardcourt - 32S/16Q/16D                         | Ivan Dodig Filip Polášek                                                                               | Łukasz Kubot Marcelo Melo                                                                | 6-3, 7-6(4)         | Details |
| 30 september  | Rakuten Japan Open Tokio, Japan ATP Tour 500 $ 1.895.290 - hardcourt - 32S/16Q/16D                  | Novak Đoković                                                                                          | John Millman                                                                             | 6-3, 6-2            | Details |
| 30 september  | Rakuten Japan Open Tokio, Japan ATP Tour 500 $ 1.895.290 - hardcourt - 32S/16Q/16D                  | Nicolas Mahut Édouard Roger-Vasselin                                                                   | Nikola Mektić Franko Škugor                                                              | 7-6(7), 6-4         | Details |

### Oktober
| Toernooistart | Toernooi                                                                                              | Winnaar(s)                            | Finalist(en)                     | Uitslag finale      | Details |
| ------------- | --- | ------------------------------------- | -------------------------------- | ------------------- | ------- |
| 7 oktober     | Shanghai Rolex Masters Shanghai, China ATP Tour Masters 1000 $ 7.473.620 - hardcourt - 56S/28Q/32D    | Daniil Medvedev                       | Alexander Zverev                 | 6-4, 6-1            | Details |
| 7 oktober     | Shanghai Rolex Masters Shanghai, China ATP Tour Masters 1000 $ 7.473.620 - hardcourt - 56S/28Q/32D    | Mate Pavić Bruno Soares               | Łukasz Kubot Marcelo Melo        | 6-4, 6-2            | Details |
| 14 oktober    | VTB Kremlin Cup Moskou, Rusland ATP Tour 250 $ 939.220 - hardcourt (i) - 28S/16Q/16D                  | Andrej Roebljov                       | Adrian Mannarino                 | 6-4, 6-0            | Details |
| 14 oktober    | VTB Kremlin Cup Moskou, Rusland ATP Tour 250 $ 939.220 - hardcourt (i) - 28S/16Q/16D                  | Marcelo Demoliner Matwé Middelkoop    | Simone Bolelli Andrés Molteni    | 6-1, 6-2            | Details |
| 14 oktober    | Intrum Stockholm Open Stockholm, Zweden ATP Tour 250 € 635.750 - hardcourt (i) - 28S/16Q/16D          | Denis Shapovalov                      | Filip Krajinović                 | 6-4, 6-4            | Details |
| 14 oktober    | Intrum Stockholm Open Stockholm, Zweden ATP Tour 250 € 635.750 - hardcourt (i) - 28S/16Q/16D          | Henri Kontinen Édouard Roger-Vasselin | Mate Pavić Bruno Soares          | 6-4, 6-2            | Details |
| 14 oktober    | European Open Antwerpen, België ATP Tour 250 € 635.750 - hardcourt (i) - 28S/16Q/16D                  | Andy Murray                           | Stanislas Wawrinka               | 3-6, 6-4, 6-4       | Details |
| 14 oktober    | European Open Antwerpen, België ATP Tour 250 € 635.750 - hardcourt (i) - 28S/16Q/16D                  | Kevin Krawietz Andreas Mies           | Rajeev Ram Joe Salisbury         | 7-6(1), 6-3         | Details |
| 21 oktober    | Erste Bank Open 500 Wenen, Oostenrijk ATP Tour 500 € 2.296.490 - hardcourt (i) - 32S/16Q/16D          | Dominic Thiem                         | Diego Schwartzman                | 3-6, 6-4, 6-3       | Details |
| 21 oktober    | Erste Bank Open 500 Wenen, Oostenrijk ATP Tour 500 € 2.296.490 - hardcourt (i) - 32S/16Q/16D          | Rajeev Ram Joe Salisbury              | Łukasz Kubot Marcelo Melo        | 6-4, 6-7(5), [10-5] | Details |
| 21 oktober    | Swiss Indoors Basel Bazel, Zwitserland ATP Tour 500 € 2.082.655 - hardcourt (i) - 32S/16Q/16D         | Roger Federer                         | Alex de Minaur                   | 6-2, 6-2            | Details |
| 21 oktober    | Swiss Indoors Basel Bazel, Zwitserland ATP Tour 500 € 2.082.655 - hardcourt (i) - 32S/16Q/16D         | Jean-Julien Rojer Horia Tecău         | Taylor Fritz Reilly Opelka       | 7-5, 6-3            | Details |
| 28 oktober    | Rolex Paris Masters Parijs, Frankrijk ATP Tour Masters 1000 € 5.207.405 - hardcourt (i) - 48S/24Q/24D | Novak Đoković                         | Denis Shapovalov                 | 6-3, 6-4            | Details |
| 28 oktober    | Rolex Paris Masters Parijs, Frankrijk ATP Tour Masters 1000 € 5.207.405 - hardcourt (i) - 48S/24Q/24D | Pierre-Hugues Herbert Nicolas Mahut   | Karen Chatsjanov Andrej Roebljov | 6-4, 6-1            | Details |

### November
| Toernooistart | Toernooi                                                                                                   | Winnaar(s)                          | Finalist(en)                | Uitslag finale      | Details       |
| ------------- | --- | ----------------------------------- | --------------------------- | ------------------- | ------------- |
| 4 november    | Next Generation ATP Finals Milaan, Italië Next Generation ATP Finals $ 1.400.000 - hardcourt (i) - 8S (RR) | Jannik Sinner                       | Alex de Minaur              | 4-2, 4-1, 4-2       | Details       |
| 11 november   | Nitto ATP Finals Londen, Verenigd Koninkrijk ATP Finals $ 9.000.000 - hardcourt (i) - 8S/8D (RR)           | Stéfanos Tsitsipás                  | Dominic Thiem               | 6-7(6), 6-2, 7-6(4) | Details       |
| 11 november   | Nitto ATP Finals Londen, Verenigd Koninkrijk ATP Finals $ 9.000.000 - hardcourt (i) - 8S/8D (RR)           | Pierre-Hugues Herbert Nicolas Mahut | Raven Klaasen Michael Venus | 6-3, 6-4            | Details       |
| 18 november   | Davis Cup (finaleronde) Madrid, Spanje hardcourt (i) - 18 teams (RR)                                       | Spanje                              | Canada                      | 2-0                 | Details       |
| 25 november   | Geen toernooi                                                                                              | Geen toernooi                       | Geen toernooi               | Geen toernooi       | Geen toernooi |

### December
Geen toernooien

## Overzicht ondergronden
| Januari                  | Januari | Januari | Januari | Januari | Februari | Februari | Februari | Februari | Maart | Maart | Maart | Maart | April | April | April | April | Mei | Mei | Mei | Mei | Mei | Juni | Juni | Juni | Juni | Juli | Juli | Juli | Juli | Augustus | Augustus | Augustus | Augustus | Augustus | September | September | September | September | Oktober | Oktober | Oktober | Oktober | Oktober | November | November | November | November | December | December | December | December |
| ↓ Hardcourt (29 weken) ↓ |         |         |         |         |          |          |          |          |       |       |       |       |       |       |       |       |     |     |     |     |     |      |      |      |      |      |      |      |      |          |          |          |          |          |           |           |           |           |         |         |         |         |         |          |          |          |          |          |          |          |          |
|                          |         |         |         |         |          |          |          |          |       |       |       |       |       |       |       |       |     |     |     |     |     |      |      |      |      |      |      |      |      |          |          |          |          |          |           |           |           |           |         |         |         |         |         |          |          |          |          |          |          |          |          |
| ↓ Gravel (16 weken) ↓    |         |         |         |         |          |          |          |          |       |       |       |       |       |       |       |       |     |     |     |     |     |      |      |      |      |      |      |      |      |          |          |          |          |          |           |           |           |           |         |         |         |         |         |          |          |          |          |          |          |          |          |
|                          |         |         |         |         |          |          |          |          |       |       |       |       |       |       |       |       |     |     |     |     |     |      |      |      |      |      |      |      |      |          |          |          |          |          |           |           |           |           |         |         |         |         |         |          |          |          |          |          |          |          |          |
| ↓ Gras (6 weken) ↓       |         |         |         |         |          |          |          |          |       |       |       |       |       |       |       |       |     |     |     |     |     |      |      |      |      |      |      |      |      |          |          |          |          |          |           |           |           |           |         |         |         |         |         |          |          |          |          |          |          |          |          |
|                          |         |         |         |         |          |          |          |          |       |       |       |       |       |       |       |       |     |     |     |     |     |      |      |      |      |      |      |      |      |          |          |          |          |          |           |           |           |           |         |         |         |         |         |          |          |          |          |          |          |          |          |

|  | = Grandslamtoernooi |  | = Davis Cup (ondergrond bepaald door thuisspelend land) |

## Statistieken toernooien

### Toernooien per ondergrond
| Ondergrond   | Aantal | Buiten/binnen | Aantal |
| ------------ | ------ | ------------- | ------ |
| Hardcourt    | 40     | Buiten        | 23     |
| Hardcourt    | 40     | Binnen        | 17     |
| Gravel       | 21     | Buiten        | 20     |
| Gravel       | 21     | Binnen        | 1      |
| Gras         | 8      | Buiten        | 8      |
| Verschillend | 1      | Verschillend  | 1      |
| Totaal       | 70     |               |        |

### Toernooien per continent
| Continent     | Aantal |
| ------------- | ------ |
| Europa        | 37     |
| Noord-Amerika | 14     |
| Azië          | 8      |
| Oceanië       | 5      |
| Zuid-Amerika  | 4      |
| Afrika        | 1      |
| Verschillend  | 1      |
| Totaal        | 70     |

### Toernooien per land
| Aantal | Land |
| ------ | --- |
| 11     | Verenigde Staten |
| 6      | Frankrijk |
| 4      | Australië, Duitsland, China, Verenigd Koninkrijk, Zwitserland                                                                                       |
| 2      | Argentinië, Brazilië, Italië, Mexico, Nederland, Oostenrijk, Rusland, Spanje, Zweden                                                                |
| 1      | België, Bulgarije, Canada, Hongarije, Kroatië, India, Japan, Monaco, Marokko, Nieuw-Zeeland, Portugal, Qatar, Turkije, Verenigde Arabische Emiraten |